# Piet Steenvoorden

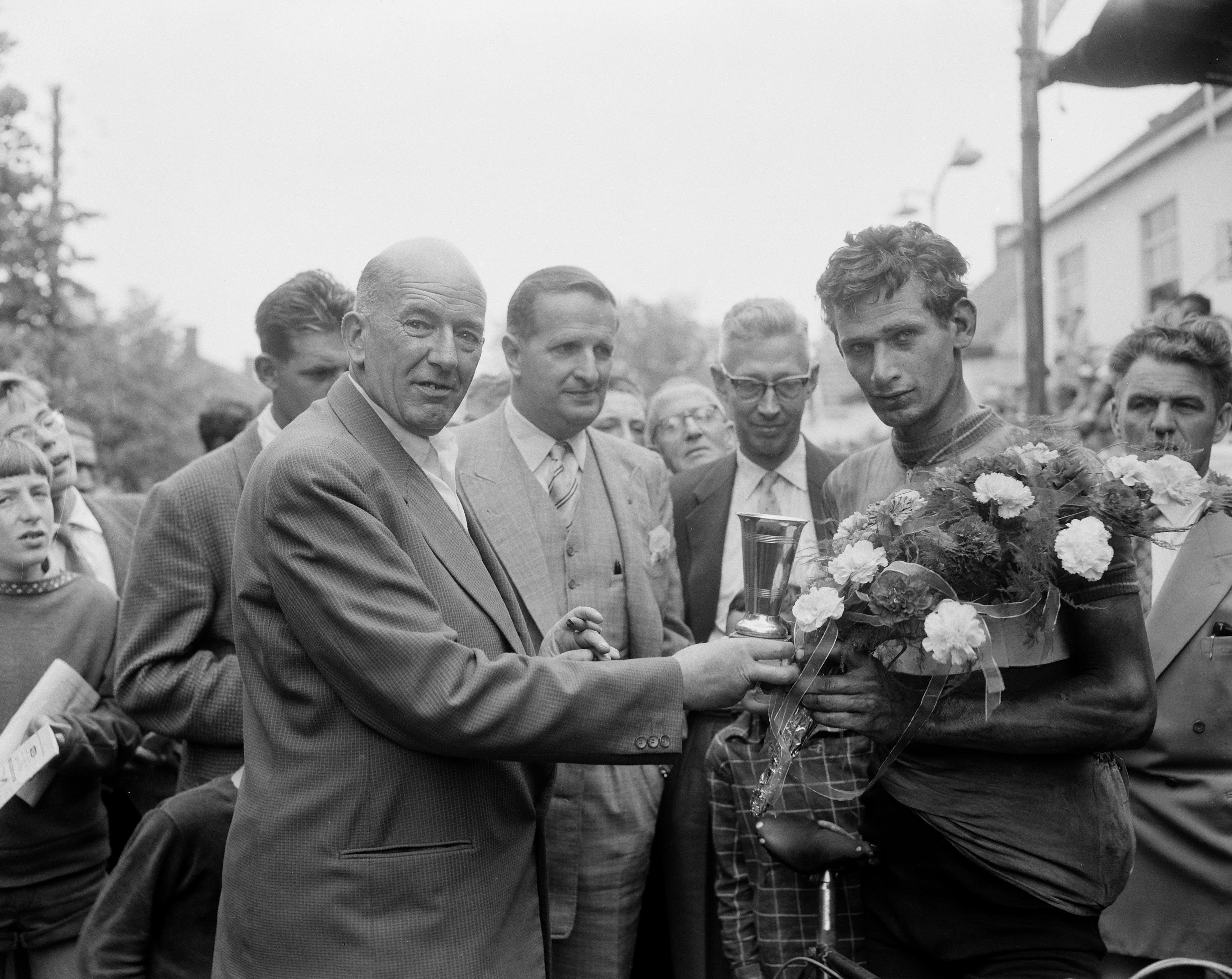
Piet Steenvoorden (1957)

Piet Steenvoorden (* 27. Januar 1935 in Heemstede; † 2. Juli 1989 ebenda) war ein niederländischer Radrennfahrer.

## Sportliche Laufbahn
Als Amateur gewann er 1955 die Ronde van Midden-Nederland, 1958 wurde er Zweiter in diesem Rennen. 1957 wurde er nationaler Meister im Straßenrennen und siegte im Rennen Acht van Chaam. In der Olympia’s Tour 1958 konnte er hinter Ab van Egmond Zweiter werden. In dem Etappenrennen gewann er einen Tagesabschnitt. Auch in der Polen-Rundfahrt 1958 gewann er eine Etappe. 
Steenvoorden war von 1958 bis 1968 Berufsfahrer, in den Jahren 1962 und 1963 war er Unabhängiger. Bei den Profis siegte er 1960 auf einem Teilabschnitt der Holland-Rundfahrt. 1963 gewann er zwei Etappen der Holland-Rundfahrt.